# Graf DK 10

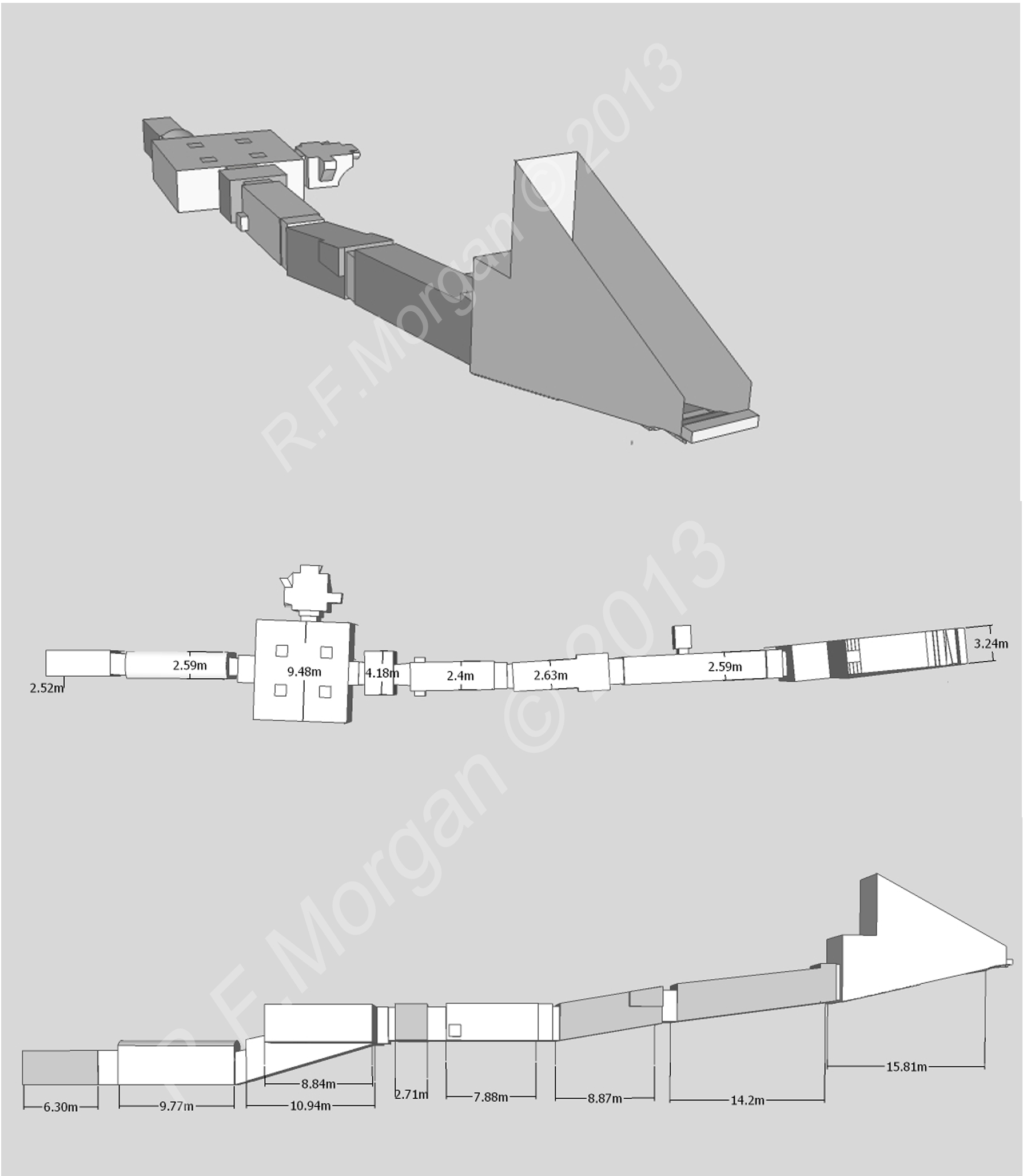
Schematische weergave van graf DK 10

Graf DK 10 is een graftombe in de Vallei der Koningen die oorspronkelijk toebehoorde aan de Egyptische farao Amenmesses, uit de 19e dynastie. Het graf is een van de 19 graftombes in de vallei die al sinds mensenheugenis bekend zijn.
Het graf van Amenmesses is door diverse belangrijke egyptologen onderzocht: Richard Pococke, Jean-François Champollion, Karl Richard Lepsius, Edward R. Ayrton en sinds 1992 door Otto Schaden. 
Nadat Amenmesses de troon van zijn broer Seti II in had gepikt ontstond er een langdurige vete tussen de twee. Toen Amenmesses was gestorven en begraven, besloot Seti II, die hem alsnog opvolgde, vermoedelijk de herinnering aan Amenmesses uit te wissen. Hij vernietigde Amenmesses' mummie, liet in alle documenten Amenmesses' naam vervangen door zijn eigen naam en plaatste tot slot de lichamen van Tachat (Amenmesses' moeder) en Baketwerel (Amenmesses' vrouw, of volgens anderen de echtgenote van Ramses IX) in graf DK 10. Ook de decoraties in dit graf werden door Seti II vervangen.
In 2006 leidde het onderzoek naar graf DK 10 tot de ontdekking van graf DK 63, dat zich daar zeer dicht bij bleek te bevinden.